# Haematopus meadewaldoi
Haematopus meadewaldoi là một loài chim trong họ Haematopodidae.